# カヌースラローム

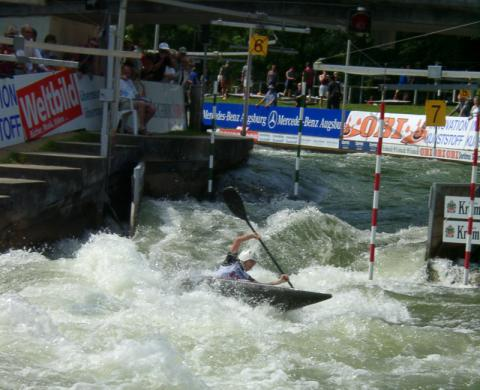
カヌースラローム

カヌースラローム（英語: canoe slalom）とは、川の一定区間（200m程度）に不規則に設置された30前後のゲートを、最上流のスタート地点から順番に通過して下る時間を競うカヌーの競技。

## 概要
各ゲートは、2本のポールで構成される。ゲートの通過方向は、上流から下流（ダウンゲート）だけでなく、下流から上流（アップゲート）もある。ゲートに触れたり、ゲートを不通過したりするとペナルティが加算される。一般的に人が立っていられないほどの急流で行われるので難易度が高い。
水面上の2次元的な動きに見えるが、船体をわざと傾けたり半分沈めたりして回転性能や運動性能を上げ、急流や荒瀬を横断しながらゲートを通過するという、3次元的な操作を必要とする。持久力の高さ、パワーおよびバランスが要求されるスポーツ競技である。
この競技では、カナディアンカヌーもカヤックも使われる。競技に使用される舟はスラローム艇（全長3.5m以上、全幅0.6m以上）という。形状は、薄く細長い菱形である。通常はFRPなどで作られているが、最近は10kg未満の超軽量で剛性の高い新素材が使われ始めた。
ワールドカップやオリンピックの競技種目でもある。オリンピック開催年を除いて、世界選手権も開催されている。日本では、毎年10月にNHK杯全日本カヌースラローム競技大会が開催され、テレビで録画放映される。